# Resolutie 596 Veiligheidsraad Verenigde Naties
Resolutie 596 van de Veiligheidsraad van de Verenigde Naties werd unaniem aangenomen op 29 mei 1987. De resolutie verlengde de UNDOF-waarnemingsmacht in de Golanhoogten met een half jaar.

## Achtergrond
Na de Jom Kipoeroorlog kwamen Syrië en Israël overeen de wapens neer te leggen. Een waarnemingsmacht van de Verenigde Naties moest op de uitvoering van de twee gesloten akkoorden toezien. Tijdens de oorlog bezette Israël de Golanhoogten, die het in 1981 annexeerde.

## Inhoud
De Veiligheidsraad:
- Heeft het rapport van secretaris-generaal Javier Pérez de Cuéllar over de VN-waarnemingsmacht in beraad genomen.
- Besluit:
a. De partijen op te roepen onmiddellijk resolutie 338 (1973) uit te voeren.
b. Het mandaat van de macht met een periode van zes maanden te verlengen, tot 30 november 1987.
c. De secretaris-generaal te vragen om tegen die tijd te rapporteren over de ontwikkelingen en de genomen maatregelen om resolutie 338 uit te voeren.

## Verwante resoluties
- Resolutie 592 Veiligheidsraad Verenigde Naties (1986)
- Resolutie 594 Veiligheidsraad Verenigde Naties
- Resolutie 599 Veiligheidsraad Verenigde Naties
- Resolutie 603 Veiligheidsraad Verenigde Naties

Lijst ·  594 ·  595 ·  596 ·  597 ·  598 ·  599 ·  600 ·  601 ·  602 ·  603 ·  604 ·  605 ·  606